# ポール・ウィリアムズ (レフリー)
ポール・ウィリアムズ（Paul Williams、1985年4月11日 - ）は、ニュージーランドのラグビーユニオンレフリー（審判員）。ニュージーランド・ウェイヴァリー出身。

## 略歴
2011年、レフリーを始めた。
そして2019年、2019年W杯の担当レフリーになる。